# 27. lipnja
27. lipnja (27. 6.) 178. je dan godine po gregorijanskom kalendaru (179. u prijestupnoj godini).
Do kraja godine ima još 187 dana.

## Događaji
- 1358. – Osnovana Dubrovačka Republika.
- 1709. – Petar Veliki porazio Karla XII. u Bitki kod Poltave
- 1844. – U Carthageu, u američkoj saveznoj državi Illinois linčovan Joseph Smith, utemeljitelj Mormonske crkve.
- 1867. – Barun Levin Rauch imenovan za banskog namjesnika.
- 1929. – U HNK u Zagrebu premijerno izvedena opereta Ive Tijardovića Mala Floramye.[1]
- 1950. – Donesen je u FNRJ Zakon o radničkom samoupravljanju.
- 1950. – SAD donijele odluke da se njihove trupe bore u Korejskom ratu.
- 1954. – U Obninsku kod Moskve otvorena je prva nuklearna elektrana na svijetu.
- 1973. – Narodna Republika Kina izvršila pokus hidrogenskom bombom.
- 1991. – Demonstrirajući silu po osječkim ulicama jedan je tenk JNA zdrobio crvenog fiću u strašnom prizoru kojeg su objavile sve svjetske agencije.
- 1991. – JNA napala Sloveniju.
- 2007. – Otvorena je nova dionica Autoceste A1 od Dugopolja do Šestanovca, dužine 37 kilometara.
- 2025. – Posveta hrvatskog naroda Presvetom Srcu Isusovu.

| - 1040. – Ladislav I. Mađarski, mađarski kralj († 1095.) - 1462. – Luj XII., francuski kralj († 1515.) - 1550. – Karlo IX., francuski kralj († 1574.) - 1850. – Jørgen Pedersen Gram, danski matematičar (+ 1919.) - 1862. – Janez Puh, slovenski izumitelj († 1914.) - 1880. – Helen Keller, američka književnica i aktivistica († 1968.) - 1881. – Petar Perica, hrvatski svećenik, žrtva jugokomunističkih zločina († 1944.) - 1869. – Hans Spemann, njemački embriolog i nobelovac († 1941.) - 1941. – Krzysztof Kieślowski, poljski redatelj († 1996.) - 1955. – Isabelle Adjani, talijanska glumica - 1956. – Sultan bin Salman, saudijski astronaut - 1975. – Tobey Maguire, američki filmski glumac - 1977. – Raúl, španjolski nogometaš - 1981. – Iva Jerković, hrvatska manekenka i TV voditeljica - 1983. – Alsou, ruska pjevačica - 1985. – Svjetlana Kuznjecova, ruska tenisačica | - 1194. – Sančo VI. Navarski, navarski kralj (* 1132.) - 1458. – Alfons V. Aragonski, aragonski kralja (* 1396.) - 1574. – Giorgio Vasari, talijanski slikar i arhitekt (* 1511.) - 1831. – Sophie Germain, francuska matematičarka (* 1776.) - 1844. – Joseph Smith, osnivač mormona (* 1805.) - 1960. – Ivan Matetić Ronjgov, skladatelj, melograf i glazbeni pedagog (* 1880.) - 1999. – Georgios Papadopoulos, grčki političar (* 1919.) - 2001. – Jack Lemmon, američki filmski glumac (* 1925.) - 2007. – Dragutin Tadijanović, hrvatski pjesnik (* 1905.) - 2007. – Milan Antolković, hrvatski nogometaš (* 1915.) - 2016. – Bud Spencer, talijanski glumac (* 1929.) |

## Blagdani i spomendani
- Sveti Ćiril Aleksandrijski i Ladislav I. Sveti